# Mim alablanc
El mim alablanc (Mimus triurus) és un ocell de la família dels mímids (Mimidae).

## Hàbitat i distribució
Habita zones arbustives a les terres baixes al nord, est i sud-est de Bolívia, Paraguai. Uruguai i nord i centre de l'Argentina, localment també a Xile.